# Andrés Sampedro
Andrés David Sampedro Salazar (12 de mayo de 1995, en Puerto Ordaz, Estado Bolívar) es un jugador de fútbol. Juega en la posición de volante derecho.

## Trayectoria deportiva

### Nacimiento e infancia
Nació en Puerto Ordaz, Venezuela, sus comienzos en fútbol remontan desde su temprana edad, ya que desde pequeño mostró fascinación por el deporte rey.

### Comienzos
A los 14 años formó parte de las categorías menores del Ternana FC de la Serie C del fútbol italiano, posterior a esto, comenzó su estadía por Mineros de Guayana, quedando campeón en aquel entonces con la categoría sub-17 de dicho equipo. En la temporada 2012/2013 jugó en el Platanias de la Superliga de Grecia.

### Contrato vigente
Actualmente el venezolano es ficha del Caracas F.C al que llegó procedente del FC Jumilla, club de la Segunda División B del fútbol Español.

## Vida personal
En una entrevista, aclaró que estudiaría Derecho, pero no han hecho pública dicha información.